# Séries éliminatoires de la Coupe Stanley 1948
Année précédente Année suivante
Les séries éliminatoires de la Coupe Stanley 1948 font suite à la saison 1947-1948 de la Ligue nationale de hockey. Les Maple Leafs de Toronto remportent la Coupe Stanley en battant en finale les Red Wings de Détroit sur le score de 4 matchs à 0.

## Contexte et déroulement des séries
Le premier de la saison régulière rencontre le troisième alors que le deuxième est confronté au quatrième et dernier qualifié pour les séries. Les vainqueurs se rencontrent pour se disputer la Coupe Stanley. Toutes les séries se jouent au meilleur des 7 matches.

## Tableau récapitulatif
|  | Demi-finales                        | Demi-finales                    | Demi-finales                    | Demi-finales                    |   |                        | Finale                | Finale                | Finale                | Finale                |
|  |                                     |                                 |                                 |                                 |   |                        |                       |                       |                       |                       |
|  | 24, 27, 30 mars, 1er et 3 avril     | 24, 27, 30 mars, 1er et 3 avril | 24, 27, 30 mars, 1er et 3 avril | 24, 27, 30 mars, 1er et 3 avril |   |                        | 7, 10, 11 et 14 avril | 7, 10, 11 et 14 avril | 7, 10, 11 et 14 avril | 7, 10, 11 et 14 avril |
|  | 1                                   | Maple Leafs de Toronto          | 4                               | 4                               |   |                        | 7, 10, 11 et 14 avril | 7, 10, 11 et 14 avril | 7, 10, 11 et 14 avril | 7, 10, 11 et 14 avril |
|  | 1                                   | Maple Leafs de Toronto          | 4                               | 4                               |   |                        | 7, 10, 11 et 14 avril | 7, 10, 11 et 14 avril | 7, 10, 11 et 14 avril | 7, 10, 11 et 14 avril |
|  | 3                                   | Bruins de Boston                | 1                               | 1                               |   |                        | 7, 10, 11 et 14 avril | 7, 10, 11 et 14 avril | 7, 10, 11 et 14 avril | 7, 10, 11 et 14 avril |
|  | 3                                   | Bruins de Boston                | 1                               | 1                               | 1 | Maple Leafs de Toronto | 4                     | 4                     |                       |                       |
|  | 24, 26, 28, 30 mars, 1er et 4 avril |                                 |                                 |                                 | 1 | Maple Leafs de Toronto | 4                     | 4                     |                       |                       |
|  |                                     |                                 | 2                               | Red Wings de Détroit            | 0 | 0                      |                       |                       |                       |                       |
|  | 2                                   | Red Wings de Détroit            | 2                               | Red Wings de Détroit            | 0 | 0                      | 4                     | 4                     |                       |                       |
|  | 2                                   | Red Wings de Détroit            |                                 |                                 |   |                        |                       | 4                     |                       |                       |
|  | 4                                   | Rangers de New York             | 2                               | 2                               |   |                        |                       |                       |                       |                       |
|  | 4                                   | Rangers de New York             | 2                               | 2                               |   |                        |                       |                       |                       |                       |

## Détails des séries

### Demi-finales

#### Maple Leafs de Toronto contre Bruins de Boston
| 24 mars | Toronto | 5-4 (pr) (1-1, 1-1, 2-2, 1-0) | Boston | Maple Leaf Gardens |

| Feuille de match | Feuille de match | Feuille de match            | Feuille de match | Feuille de match                                |
| ---------------- | --- | --------------------------- | --- | ----------------------------------------------- |
|                  | M. Bentley — 37 min 33 s Apps (Stanowski) — 52 min 2 s Thomson (Kennedy) — 53 min 25 s N. Metz (M. Bentley) — 57 min 2 s | 0-1 0-2 1-2 1-3 1-4 2-4 3-4 | Henderson (Schmidt) — 1 min 13 s Harrison (Babando, Warwick) — 28 min 38 s Egan (Peters, Schmidt) — 42 min 34 s Smith (Peirson) — 48 min 28 s | Arbitrage : King Clancy Mush March, Sam Babcock |
| Broda            | Gardiens | Brimsek                     | | Arbitrage : King Clancy Mush March, Sam Babcock |
|                  | |                             | | Arbitrage : King Clancy Mush March, Sam Babcock |
|                  | |                             | | Arbitrage : King Clancy Mush March, Sam Babcock |

| 27 mars | Toronto | 5-3 (2-1, 2-1, 1-1) | Boston | Maple Leaf Gardens |

| Feuille de match | Feuille de match | Feuille de match                | Feuille de match                                                                                      | Feuille de match |
| ---------------- | --- | ------------------------------- | --- | ---------------- |
|                  | Kennedy (Lynn, Meeker) — 5 min 41 s Kennedy (Meeker, Lynn) — 19 min 52 s Kennedy (Lynn) — 26 min 33 s Kennedy — 32 min 24 s M. Bentley — 47 min 27 s | 1-0 1-1 2-1 2-2 3-2 4-2 5-2 5-3 | Peirson (Schmidt) — 15 min 37 s Babando (Warwick, Schmidt) — 23 min 16 s Schmidt (Egan) — 50 min 48 s |                  |
| Broda            | Gardiens | Brimsek                         | |                  |
|                  | |                                 | |                  |
|                  | |                                 | |                  |

| 30 mars | Boston | 1-5 (0-2, 1-1, 0-2) | Toronto | Boston Garden 13 909 spectateurs |

| Feuille de match | Feuille de match                         | Feuille de match        | Feuille de match | Feuille de match                                   |
| ---------------- | ---------------------------------------- | ----------------------- | --- | -------------------------------------------------- |
|                  | Schmidt (Crawford, Peters) — 21 min 10 s | 0-1 0-2 1-2 1-3 1-4 1-5 | Meeker (Lynn) — 3 min 40 s Barilko — 12 min 23 s Kennedy — 29 min 24 s Boesch (Kennedy) — 47 min N. Metz — 57 min 40 s | Arbitrage : George Gravel George Hayes, Doug Young |
| Brimsek          | Gardiens                                 | Broda                   | | Arbitrage : George Gravel George Hayes, Doug Young |
|                  |                                          |                         | | Arbitrage : George Gravel George Hayes, Doug Young |
|                  |                                          |                         | | Arbitrage : George Gravel George Hayes, Doug Young |

| 1er avril | Boston | 3-2 (1-0, 1-1, 1-1) | Toronto | Boston Garden 13 909 spectateurs |

| Feuille de match | Feuille de match                                                                                          | Feuille de match    | Feuille de match                                        | Feuille de match                                 |
| ---------------- | --- | ------------------- | ------------------------------------------------------- | ------------------------------------------------ |
|                  | Sandford (Warwick) — 2 min 47 s Peirson (Ronty, Smith) — 27 min 31 s Peirson (Smith, Ronty) — 53 min 24 s | 1-0 1-1 2-1 3-1 3-2 | Ezinicki (Boesch, Apps) — 21 min 36 s Apps — 55 min 6 s | Arbitrage : King Clancy George Hayes, Doug Young |
| Brimsek          | Gardiens                                                                                                  | Broda               |                                                         | Arbitrage : King Clancy George Hayes, Doug Young |
|                  | |                     |                                                         | Arbitrage : King Clancy George Hayes, Doug Young |
|                  | |                     |                                                         | Arbitrage : King Clancy George Hayes, Doug Young |

| 3 avril | Toronto | 3-2 (2-1, 0-1, 1-0) | Boston | Maple Leaf Gardens 14 460 spectateurs |

| Feuille de match | Feuille de match | Feuille de match    | Feuille de match                                                         | Feuille de match                                   |
| ---------------- | --- | ------------------- | ------------------------------------------------------------------------ | -------------------------------------------------- |
|                  | Lynn (M. Bentley, Kennedy) — 5 min 40 s Costello (M. Bentley, Mortson) — 16 min 13 s Kennedy (Meeker) — 45 min 52 s | 0-1 1-1 2-1 2-2 3-2 | Peters (Smith, Schmidt) — 5 min 20 s Smith (Peirson, Ronty) — 32 min 7 s | Arbitrage : Bill Chadwick Doug Young, Ray Getliffe |
| Broda            | Gardiens | Brimsek             |                                                                          | Arbitrage : Bill Chadwick Doug Young, Ray Getliffe |
|                  | |                     |                                                                          | Arbitrage : Bill Chadwick Doug Young, Ray Getliffe |
|                  | |                     |                                                                          | Arbitrage : Bill Chadwick Doug Young, Ray Getliffe |

#### Red Wings de Détroit contre Rangers de New York
| 24 mars | Détroit | 2-1 (2-0, 0-0, 0-1) | New York | Olympia Stadium |

| Feuille de match | Feuille de match                                  | Feuille de match | Feuille de match                          | Feuille de match                                 |
| ---------------- | ------------------------------------------------- | ---------------- | ----------------------------------------- | ------------------------------------------------ |
|                  | Lindsay (Abel) — 15 min 4 s Conacher — 19 min 7 s | 1-0 2-0 2-1      | Hextall (O'Connor, Leswick) — 43 min 25 s | Arbitrage : Bill Chadwick Ed Mepham, Jim Primeau |
| Lumley           | Gardiens                                          | Rayner           |                                           | Arbitrage : Bill Chadwick Ed Mepham, Jim Primeau |
|                  |                                                   |                  |                                           | Arbitrage : Bill Chadwick Ed Mepham, Jim Primeau |
|                  |                                                   |                  |                                           | Arbitrage : Bill Chadwick Ed Mepham, Jim Primeau |

| 26 mars | Détroit | 5-2 (1-1, 2-0, 2-1) | New York | Olympia Stadium |

| Feuille de match | Feuille de match | Feuille de match            | Feuille de match                                                          | Feuille de match                                 |
| ---------------- | --- | --------------------------- | ------------------------------------------------------------------------- | ------------------------------------------------ |
|                  | McFadden (Horeck) — 4 min McFadden (Horeck, Stewart) — 24 min 57 s Pavelich (Lindsay) — 28 min 18 s Reise (Horeck, McFadden) — 50 min 4 s Pavelich (Morrison, Gauthier) — 54 min 49 s | 1-0 1-1 2-1 3-1 4-1 4-2 5-2 | Laprade (Leswick) — 14 min 52 s Colville (Laprade, Leswick) — 50 min 51 s | Arbitrage : George Gravel Jim Primeau, Ed Mepham |
| Lumley           | Gardiens | Rayner                      |                                                                           | Arbitrage : George Gravel Jim Primeau, Ed Mepham |
|                  | |                             |                                                                           | Arbitrage : George Gravel Jim Primeau, Ed Mepham |
|                  | |                             |                                                                           | Arbitrage : George Gravel Jim Primeau, Ed Mepham |

| 1er avril | New York | 3-2 (2-0, 0-1, 1-1) | Détroit | Madison Square Garden |

| Feuille de match | Feuille de match | Feuille de match    | Feuille de match                                            | Feuille de match                                   |
| ---------------- | --- | ------------------- | ----------------------------------------------------------- | -------------------------------------------------- |
|                  | P. Watson (O'Connor, Hextall) — 3 min 32 s P. Watson (O'Connor, Hextall) — 10 min 35 s Stewart (McFadden) — 56 min 2 s | 1-0 2-0 2-1 2-2 3-2 | Lindsay (Abel) — 39 min 40 s Leswick (Laprade) — 49 min 3 s | Arbitrage : King Clancy Ray Getliffe, Sibby Munday |
| Rayner           | Gardiens | Lumley              |                                                             | Arbitrage : King Clancy Ray Getliffe, Sibby Munday |
|                  | |                     |                                                             | Arbitrage : King Clancy Ray Getliffe, Sibby Munday |
|                  | |                     |                                                             | Arbitrage : King Clancy Ray Getliffe, Sibby Munday |

| 3 avril | New York | 3-1 (0-1, 2-0, 1-0) | Détroit | Madison Square Garden |

| Feuille de match | Feuille de match                                                                                         | Feuille de match | Feuille de match                      | Feuille de match                                     |
| ---------------- | --- | ---------------- | ------------------------------------- | ---------------------------------------------------- |
|                  | Hextall (P. Watson, O'Connor) — 40 min 7 s Kullman (Laprade) — 40 min 41 s Leswick (Shero) — 53 min 32 s | 0-1 1-1 2-1 3-1  | McFadden (Horeck, Reise) — 3 min 41 s | Arbitrage : Bill Chadwick Ray Getliffe, Sibby Monday |
| Rayner           | Gardiens                                                                                                 | Lumley           |                                       | Arbitrage : Bill Chadwick Ray Getliffe, Sibby Monday |
|                  | |                  |                                       | Arbitrage : Bill Chadwick Ray Getliffe, Sibby Monday |
|                  | |                  |                                       | Arbitrage : Bill Chadwick Ray Getliffe, Sibby Monday |

| 5 avril | Détroit | 3-1 (1-0, 1-0, 1-1) | New York | Olympia Stadium |

| Feuille de match | Feuille de match                                                           | Feuille de match | Feuille de match                            | Feuille de match                                 |
| ---------------- | -------------------------------------------------------------------------- | ---------------- | ------------------------------------------- | ------------------------------------------------ |
|                  | Kelly — 4 min 2 s Horeck (Howe) — 34 min 13 s Kelly (Horeck) — 53 min 55 s | 1-0 2-0 2-1 3-1  | O'Connor (Hextall, P. Watson) — 52 min 49 s | Arbitrage : George Gravel Jim Primeau, Ed Mepham |
| Lumley           | Gardiens                                                                   | Rayner           |                                             | Arbitrage : George Gravel Jim Primeau, Ed Mepham |
|                  |                                                                            |                  |                                             | Arbitrage : George Gravel Jim Primeau, Ed Mepham |
|                  |                                                                            |                  |                                             | Arbitrage : George Gravel Jim Primeau, Ed Mepham |

| 3 avril | New York | 2-4 (0-3, 0-0, 2-1) | Détroit | Madison Square Garden 15 925 spectateurs |

| Feuille de match | Feuille de match                                                          | Feuille de match        | Feuille de match | Feuille de match                                  |
| ---------------- | ------------------------------------------------------------------------- | ----------------------- | --- | ------------------------------------------------- |
|                  | Raleigh (Mickoski, Fisher) — 52 min 49 s Raleigh (P. Watson) — 59 min 7 s | 0-1 0-2 0-3 0-4 1-4 2-4 | Kelly — 13 min 46 s Howe (Quackenbush, Kelly) — 14 min 30 s Lundy (Kelly) — 17 min 51 s McFadden (Pavelich, Stewart) — 50 min 49 s | Arbitrage : King Clancy Sam Babcock, George Hayes |
| Rayner           | Gardiens                                                                  | Lumley                  | | Arbitrage : King Clancy Sam Babcock, George Hayes |
|                  |                                                                           |                         | | Arbitrage : King Clancy Sam Babcock, George Hayes |
|                  |                                                                           |                         | | Arbitrage : King Clancy Sam Babcock, George Hayes |

### Finale
| 7 avril | Toronto | 5-3 (3-1, 2-0, 0-2) | Détroit | Maple Leaf Gardens 13 633 spectateurs |

| Feuille de match | Feuille de match | Feuille de match                | Feuille de match                                                                                 | Feuille de match                                      |
| ---------------- | --- | ------------------------------- | ------------------------------------------------------------------------------------------------ | ----------------------------------------------------- |
|                  | H. Watson (Apps) — 8 min 21 s Klukay (M. Bentley, Costello) — 9 min 2 s Apps (Mortson) — 18 min 24 s Mortson (M. Bentley) — 34 min 31 s Meeker (Stanowski, Kennedy) — 39 min 22 s | 0-1 1-1 2-1 3-1 4-1 5-1 5-2 5-3 | McFadden (Horeck) — 7 min 20 s Conacher (Quackenbush, Lundy) — 44 min 28 s Lindsay — 45 min 26 s | Arbitrage : Bill Chadwick George Hayes, Sammy Babcock |
| Broda            | Gardiens | Lumley                          |                                                                                                  | Arbitrage : Bill Chadwick George Hayes, Sammy Babcock |
|                  | |                                 |                                                                                                  | Arbitrage : Bill Chadwick George Hayes, Sammy Babcock |
|                  | |                                 |                                                                                                  | Arbitrage : Bill Chadwick George Hayes, Sammy Babcock |

| 10 avril | Toronto | 4-2 | Détroit | Maple Leaf Gardens |

| Feuille de match | Feuille de match | Feuille de match        | Feuille de match                                              | Feuille de match                                 |
| ---------------- | --- | ----------------------- | ------------------------------------------------------------- | ------------------------------------------------ |
|                  | M. Bentley (Samis) — 12 min 31 s Ezinicki (Apps, H. Watson) M. Bentley (Costello, Klukay) — 37 min 16 s (SN) H. Watson — 38 min 42 s | 1-0 2-0 3-0 3-1 4-1 4-2 | Horeck (Abel) — 38 min 18 s Gauthier (McFadden) — 57 min 19 s | Arbitrage : King Clancy Ray Getliffe, Mush March |
| Broda            | Gardiens | Lumley                  |                                                               | Arbitrage : King Clancy Ray Getliffe, Mush March |
|                  | |                         |                                                               | Arbitrage : King Clancy Ray Getliffe, Mush March |
|                  | |                         |                                                               | Arbitrage : King Clancy Ray Getliffe, Mush March |

| 11 avril | Détroit | 0-2 (0-0, 0-1, 0-1) | Toronto | Olympia Stadium 14 165 spectateurs |

| Feuille de match | Feuille de match | Feuille de match | Feuille de match                                  | Feuille de match                                   |
| ---------------- | ---------------- | ---------------- | ------------------------------------------------- | -------------------------------------------------- |
|                  |                  | 0-1 0-2          | H. Watson (Ezinicki) — 39 min 43 s Lynn (Kennedy) | Arbitrage : George Gravel Ray Getliffe, Mush March |
| Lumley           | Gardiens         | Broda            |                                                   | Arbitrage : George Gravel Ray Getliffe, Mush March |
|                  |                  |                  |                                                   | Arbitrage : George Gravel Ray Getliffe, Mush March |
|                  |                  |                  |                                                   | Arbitrage : George Gravel Ray Getliffe, Mush March |

| 14 avril | Détroit | 2-7 (0-3, 1-3, 1-1) | Toronto | Olympia Stadium |

| Feuille de match | Feuille de match                                                      | Feuille de match                    | Feuille de match | Feuille de match |
| ---------------- | --------------------------------------------------------------------- | ----------------------------------- | --- | ---------------- |
|                  | Reise (Pavelich, Horeck) — 22 min 41 s Horeck (Fogolin) — 58 min 43 s | 0-1 0-2 0-3 1-3 1-4 1-5 1-6 1-7 2-7 | Kennedy (M. Bentley) — 2 min 51 s Boesch — 5 min 3 s H. Watson — 11 min 13 s Apps (Thomson) — 24 min 26 s Kennedy (Lynn) — 29 min 42 s H. Watson — 31 min 38 s Costello (M. Bentley) — 54 min 37 s |                  |
| Lumley           | Gardiens                                                              | Broda                               | |                  |
|                  |                                                                       |                                     | |                  |
|                  |                                                                       |                                     | |                  |